# 1689 en France
Chronologie de la France
- 1685
- 1686
- 1687
- 1688
- 1689
- 1690
- 1691
- 1692
- 1693

Cette page concerne l’année 1689 du calendrier grégorien.

## Événements

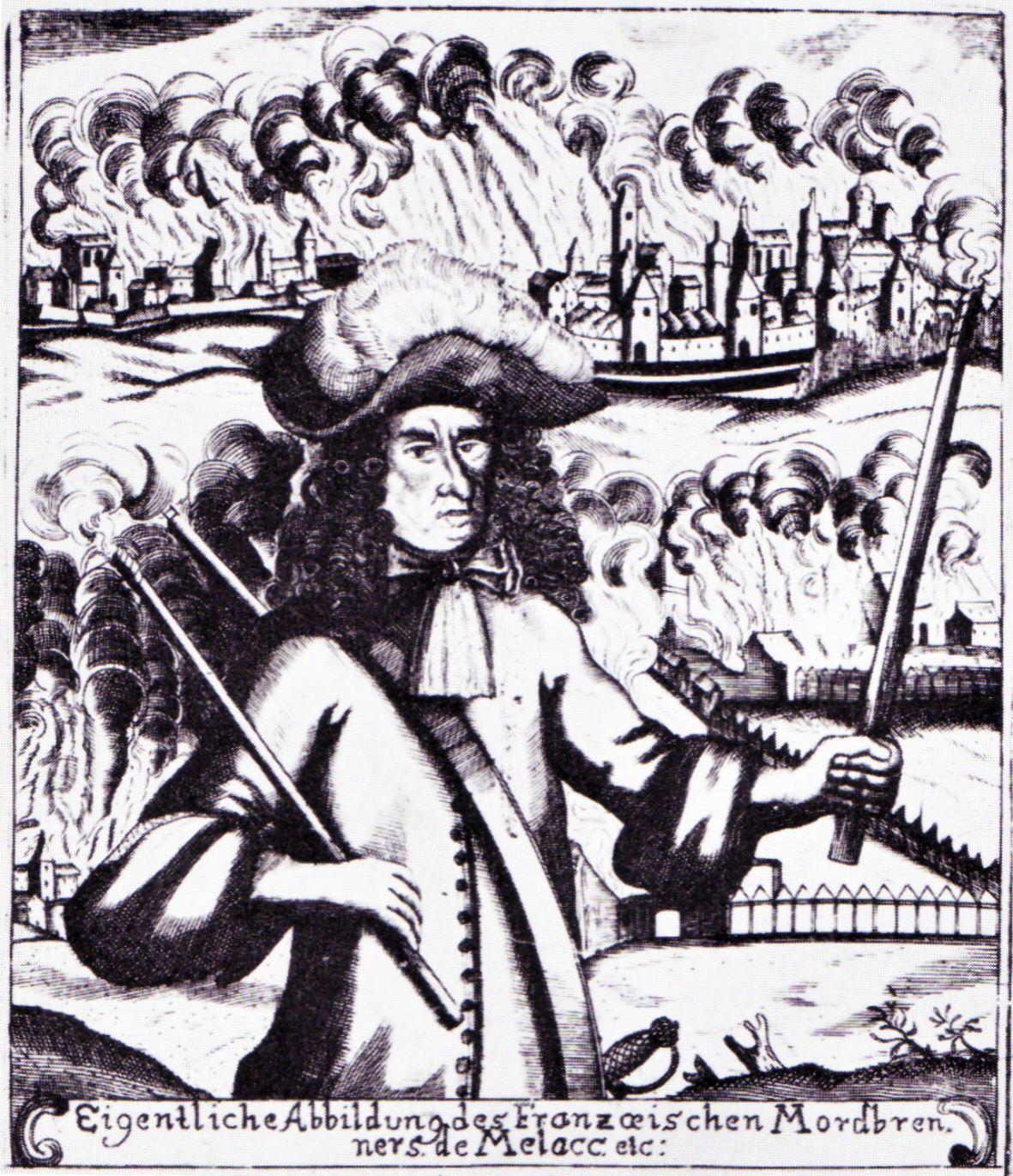
Sac du Palatinat. Gravure allemande représentant le général Ezéchiel de Mélac et le Palatinat en flamme.

- 13 janvier : Louvois transmet à Mélac l’ordre de détruire Heidelberg et Mannheim. Les armées françaises incendient le Palatinat pendant leur retraite : destruction de Pforzheim (21 janvier), du château et de la ville de Heidelberg (2 mars), de Mannheim (5-25 mars), de Frankenthal, Worms et Spire (8 mars), d’Oppenheim et Worms (31 mai), Spire (1er juin) Bingen (4 juin)[1].
- 17 janvier[2] : commencement des travaux de la promenade du Peyrou à Montpellier sous la supervision du marquis de la Trousse, du comte de Broglie et de l’intendant de Basville[3].
- 26 janvier : Jean Racine fait jouer Esther par les élèves de Saint-Cyr[4].
- 30 janvier : création de l’intendance de Bretagne. Auguste-Robert de Pomereu, nommé par le roi, arrive à Rennes le 18 février[5]

- 12 février : assemblée illégale de 2 000 à 3 000 protestants au Chier de la Farre, à Pranles, en Vivarais. Le 13 février, plusieurs milliers de personnes de retour d’une assemblée organisée par Louis Valette à Tauzuc (Saint-Pierreville) tuent à coup de pierre le capitaine Tirbon et une dizaine de soldats à la Chemina (Saint-Sauveur-de-Montagut). Le commandant des troupes royale du Vivarais, Folleville, s’alarme et disperse plusieurs assemblées à Saint-Cierge-la-Serre et au fort Saint-Jean de Gluiras[6].
- 16 février : plusieurs centaines de protestants sont massacrés au Serre de la Palle, à Saint-Genest-Lachamp, par les armées royales venues disperser une assemblée illégale convoquée par Gabriel Astier[6]. Ce dernier, un prédicateur de 24 ans, s’enrôle pour échapper aux poursuites mais est reconnu, condamné à mort le 23 mars et exécuté à Nîmes le 10 avril[7]. Louis Valette est pendu à La Voulte-sur-Rhône le 20 juin[8]. De nombreux hommes sont envoyés aux galères, des femmes en prison, comme la tour de Constance à Aigues-Mortes[6].

- 9 mars : les États généraux des Provinces-Unies déclarent la guerre à la France[9].

- 3 avril : l’Empereur déclare la guerre au roi de France[9].
- 15 avril : publication de l’ordonnance pour les armées navales et arsenaux de la marine[10].
- 15 avril : la France déclare la guerre à l’Espagne[9].
- 2 mai : l’Espagne déclare la guerre à la France[9].
- 23 mai : prise de Camprodon par le duc de Noailles. Les troupes françaises envahissent la Catalogne jusqu'à Gérone[11].

- 22 juillet : Claude Brousson et plusieurs prédicants divisés en quatre groupes quittent leur refuge de Suisse pour le Languedoc où ils rejoignent François Vivens, qui les a précédé. Brousson est appelé en décembre au pastorat[12].

- 16 août : Paul de Beauvilliers devient gouverneur du duc de Bourgogne. Fénelon l’assiste comme précepteur[13].
- 25 août : défaite française à la bataille de Walcourt[14].

- 23 septembre : assemblée de protestants sur le plateau de l’Hospitalet autour de Brousson et Vivens ; Vivens, après avoir libéré 40 hommes arrêtés par la milice, tente vainement de prendre Florac d’assaut dans la nuit du 27 au 28 septembre. Les assemblées illégales sont réprimées par l’armée royale dirigée par l’intendant du Languedoc Basville[15].

- 11 septembre : la France perd la place de Mayence[16].

- 20 septembre : Louis Phélypeaux de Pontchartrain devient contrôleur général des finances[17].
- 4 octobre : Seignelay entre au Conseil d’en haut[18].

- 10 décembre et 15 décembre : dévaluation de la livre tournois[19].
- 14 décembre : édit qui ordonne la fonte des monnaies et de la vaisselle d’or et d’argent pour financer la guerre[20]. Louis XIV fait porter sa propre vaisselle d’argent à la monnaie, imité par les grands seigneurs[19].